# Tom Karen
Thomas Josef Derrick Paul Karen OBE (* 20. März 1926 in Wien, Österreich; † 31. Dezember 2022 im Vereinigten Königreich) war ein britischer Designer tschechischer Herkunft. Karen gestaltete sowohl Automobile als auch Gebrauchsgegenstände. Von 1962 bis 1999 leitete Karen das britische Studio Ogle Design. Zu seinen bekanntesten Entwürfen gehören der dreirädrige Bond Bug und der Shooting Brake Reliant Scimitar GTE, den er für Ogle realisierte und der als Trendsetter gilt.

## Leben
Karen wurde in Wien geboren. In den 1930er-Jahren lebte seine Familie im tschechischen Brünn. Nach dem Einmarsch deutscher Truppen in die Tschechoslowakei im März 1939 floh Karens Familie über Spanien und Portugal nach Großbritannien und ließ sich 1942 in Bristol nieder.
Karen ließ sich am Loughborough College zum Luftfahrtingenieur ausbilden und arbeitete zunächst in der britischen Flugzeugindustrie. Ab 1955 war er bei den britischen Ford-Werken beschäftigt. Hier gewann er für das Stylingkonzept Rascal einen Designpreis des Institute of British Carriage ans Automobile Manufacturers. 1959 wechselte er zu Ogle Design und ein Jahr später zu Philips. Nachdem David Ogle bei einem Verkehrsunfall ums Leben gekommen war, kehrte Karen 1962 zu Ogle Design zurück und wurde dort Chefdesigner und Managing Director. In den folgenden Jahren gestaltete Karen zahlreiche Fahrzeuge für den britischen Klein- und Sportwagenhersteller Reliant. Mit dem 1967 vorgestellten Scimitar GTE etablierte Karen das Konzept des dreitürigen Sportkombis (im englischen Sprachgebrauch: Shooting Brake) im Marktsegment der oberen Mittelklasse. Zahlreiche andere europäische Hersteller griffen diese Idee später mit eigenen Modellen auf. Karens Scimitar GTE gilt als konzeptioneller Vorläufer des Volvo P1800 ES und des Lancia Beta HPE. Über das Unternehmen Reliant, das zahlreiche Entwicklungsaufträge für den türkischen Automobilhersteller Otosan ausführte, gelangten einige von Karens Entwürfen, darunter der Anadol A1, auch auf den türkischen Markt.
Karen war bis 2001 für Ogle tätig. Im Februar 2011 wurden Karens Werke querschnittartig in einer Ausstellung in Cambridge gezeigt. Karen starb an Silvester 2022 im Alter von 96 Jahren.

## Werk

### Automobile
- Anadol A1
- Bond Bug
- Ogle Sotheby Special
- Reliant Kitten
- Reliant Robin
- Reliant Scimitar GT
- Reliant Scimitar GTE

### Gebrauchsgegenstände
Karen gestaltete in seiner fünf Jahrzehnte umfassenden Berufstätigkeit Radiogeräte, darunter den Bush TR130, das am häufigsten verkaufte britische Radio der 1960er-Jahre, ferner Toaster, Waschmaschinen und Fahrräder. Zu seinen Werken gehört auch der in Deutschland unter der Bezeichnung Bonanzarad bekannt gewordene Raleigh Chopper.

## Galerie: Werke Tom Karens

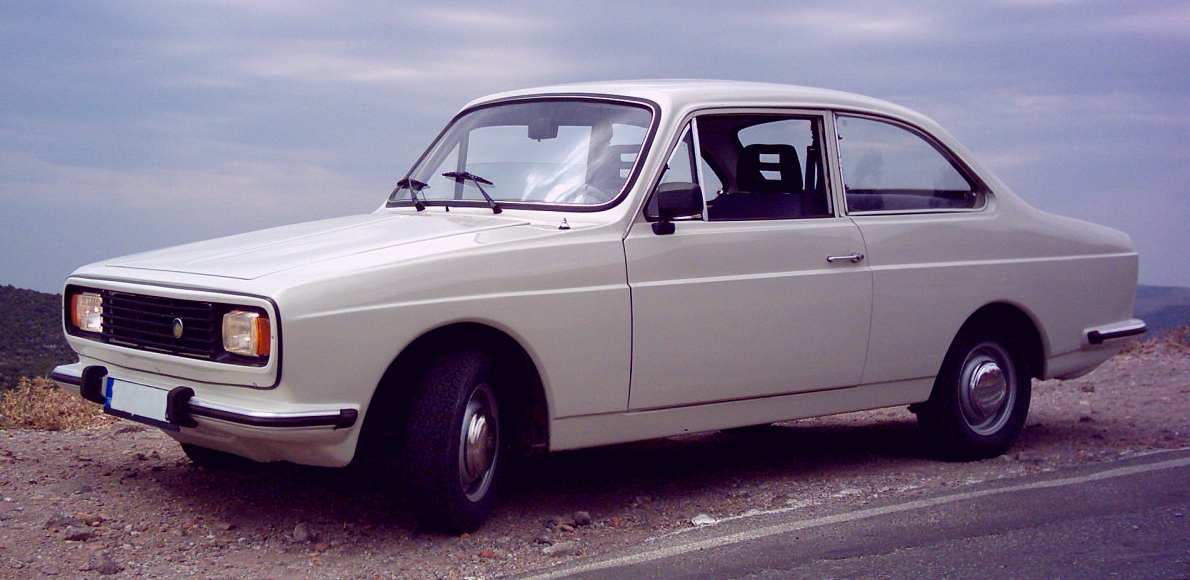
Anadol A1
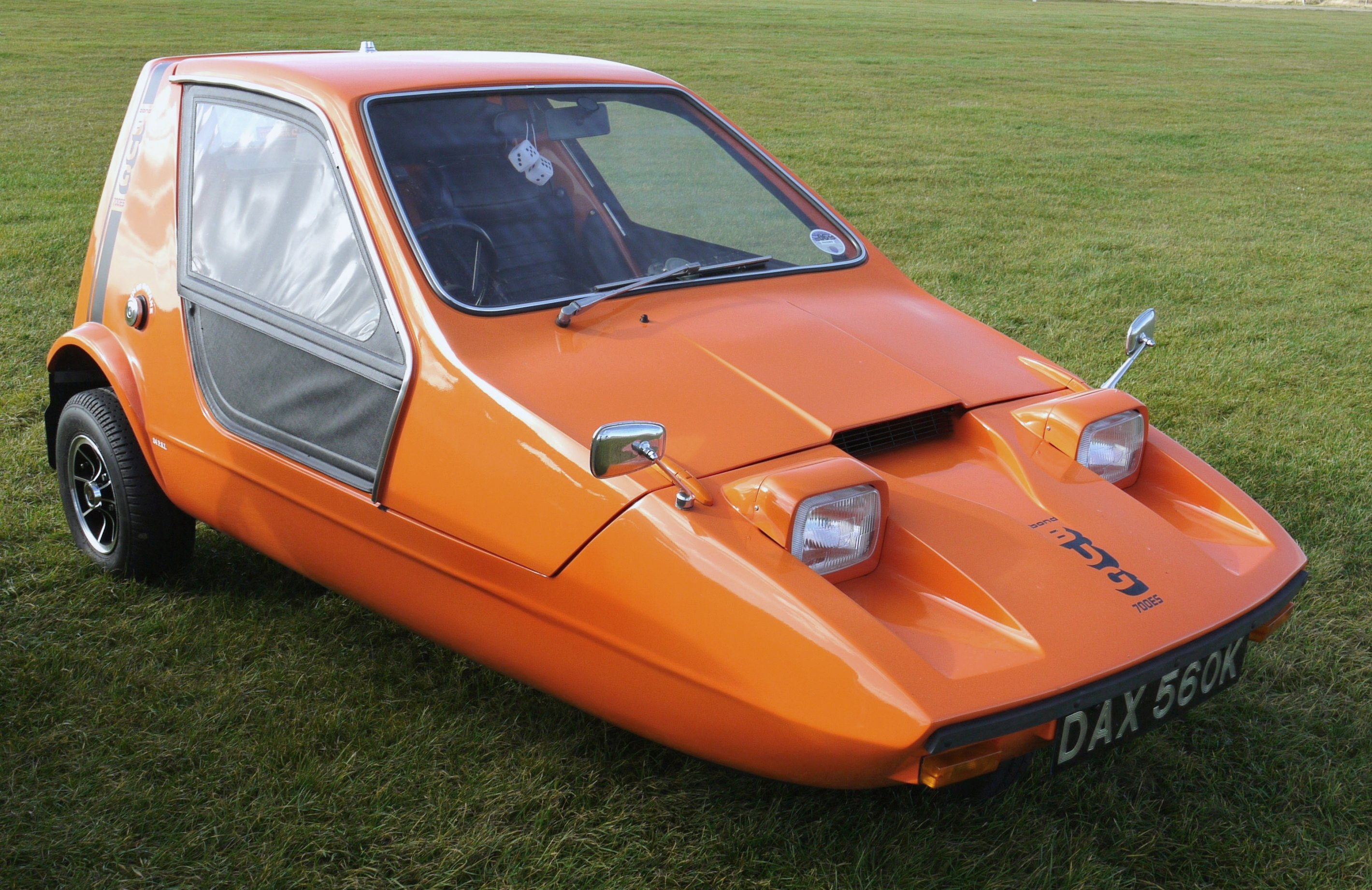
Bond Bug
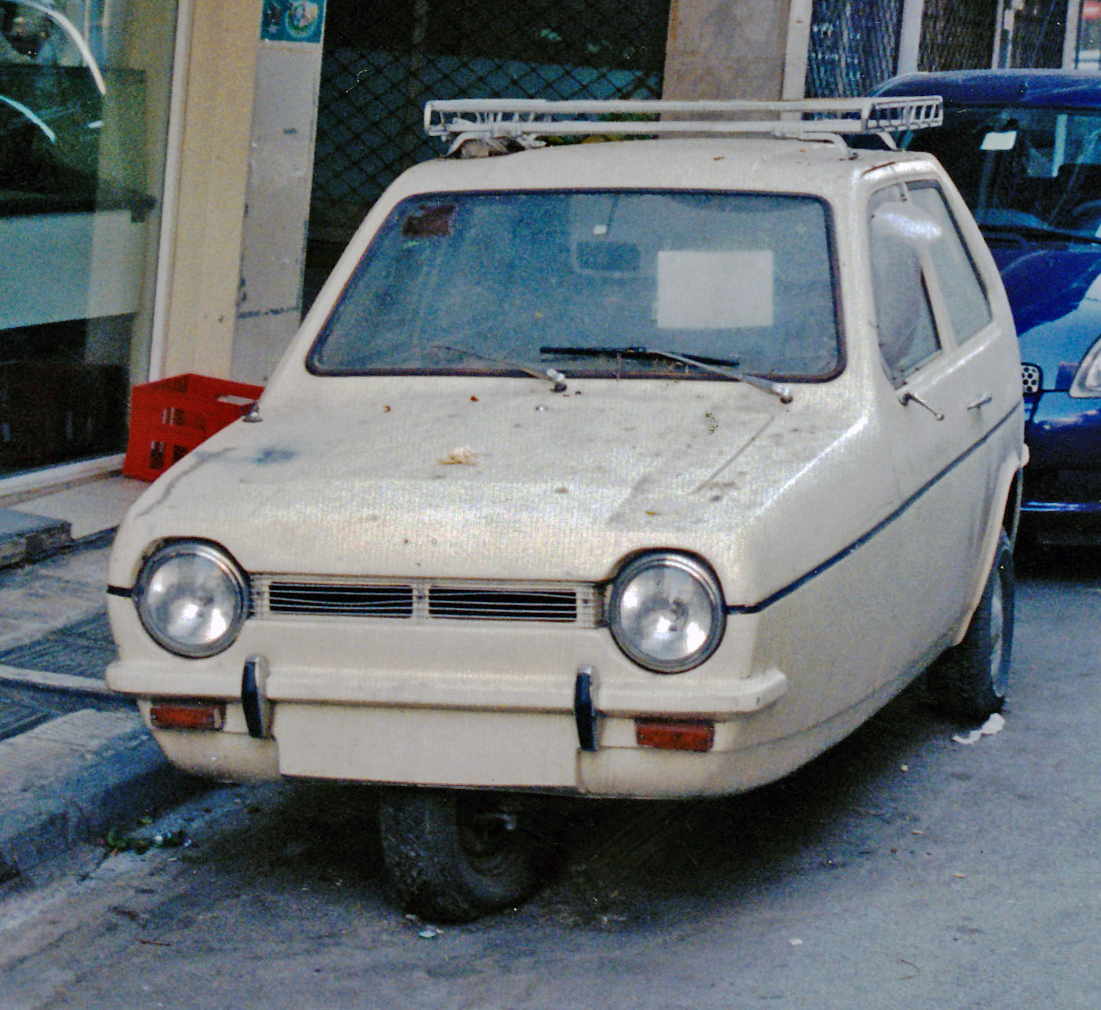
Reliant Robin
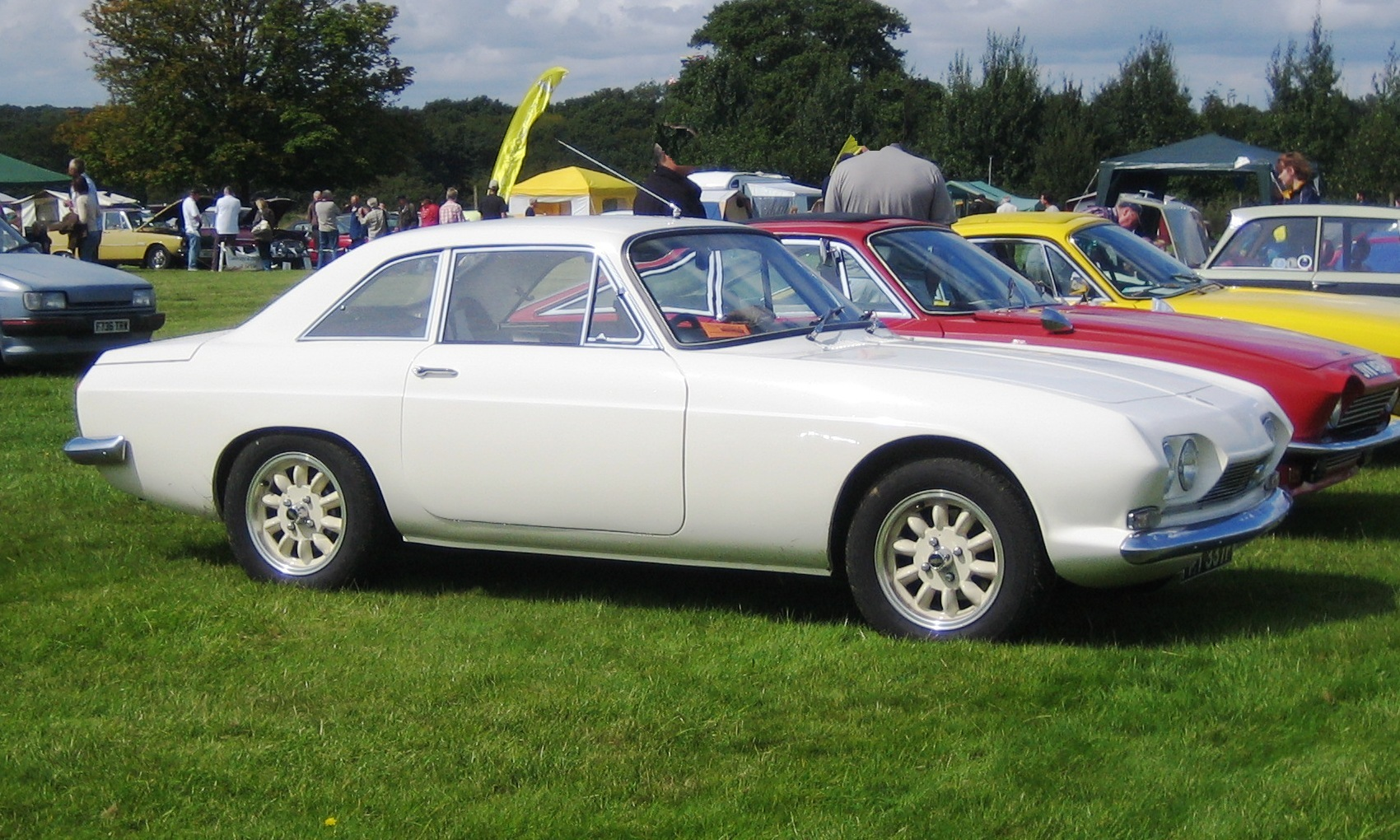
Reliant Scimitar SE4
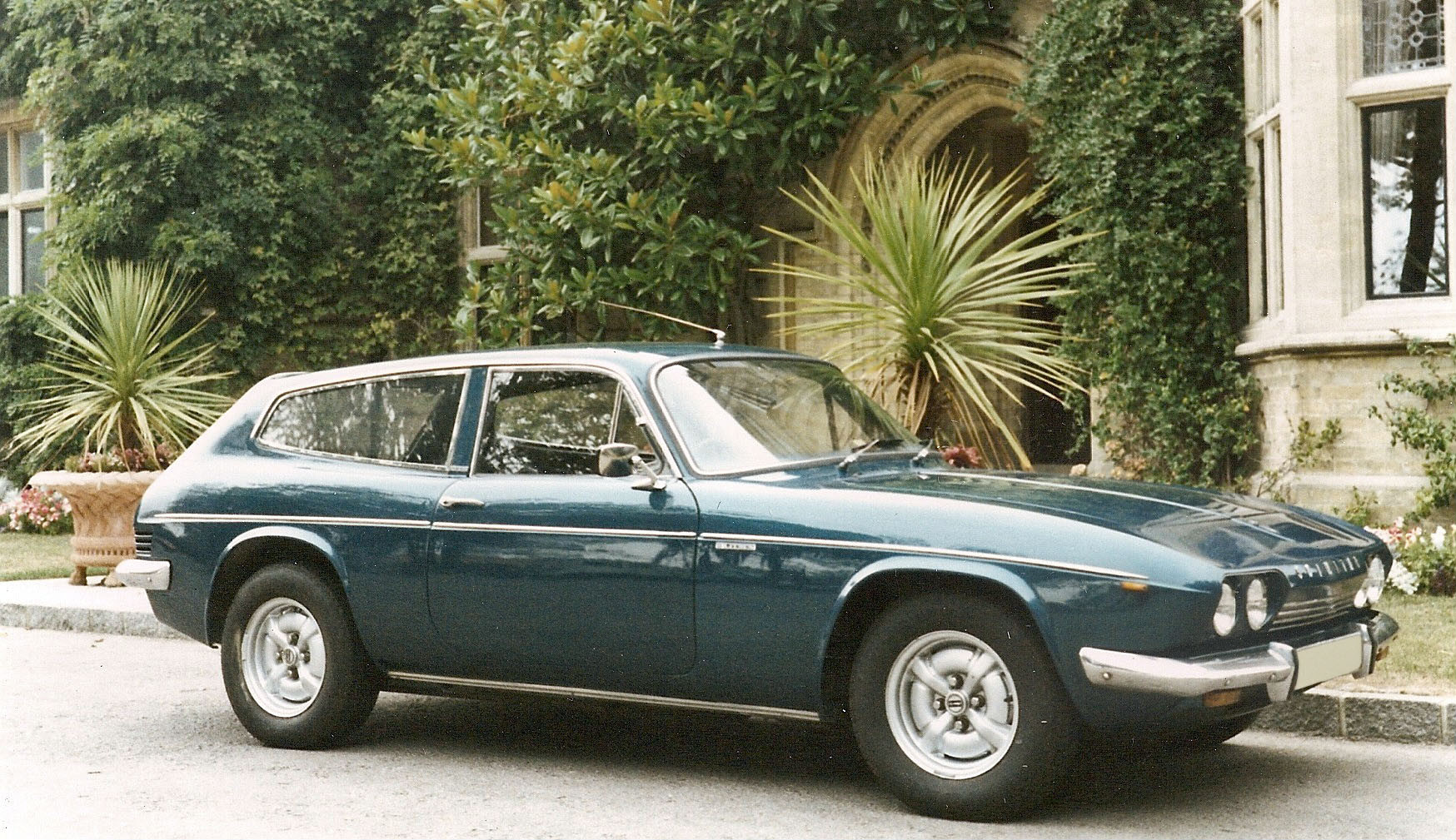
Reliant Scimitar GTE SE5
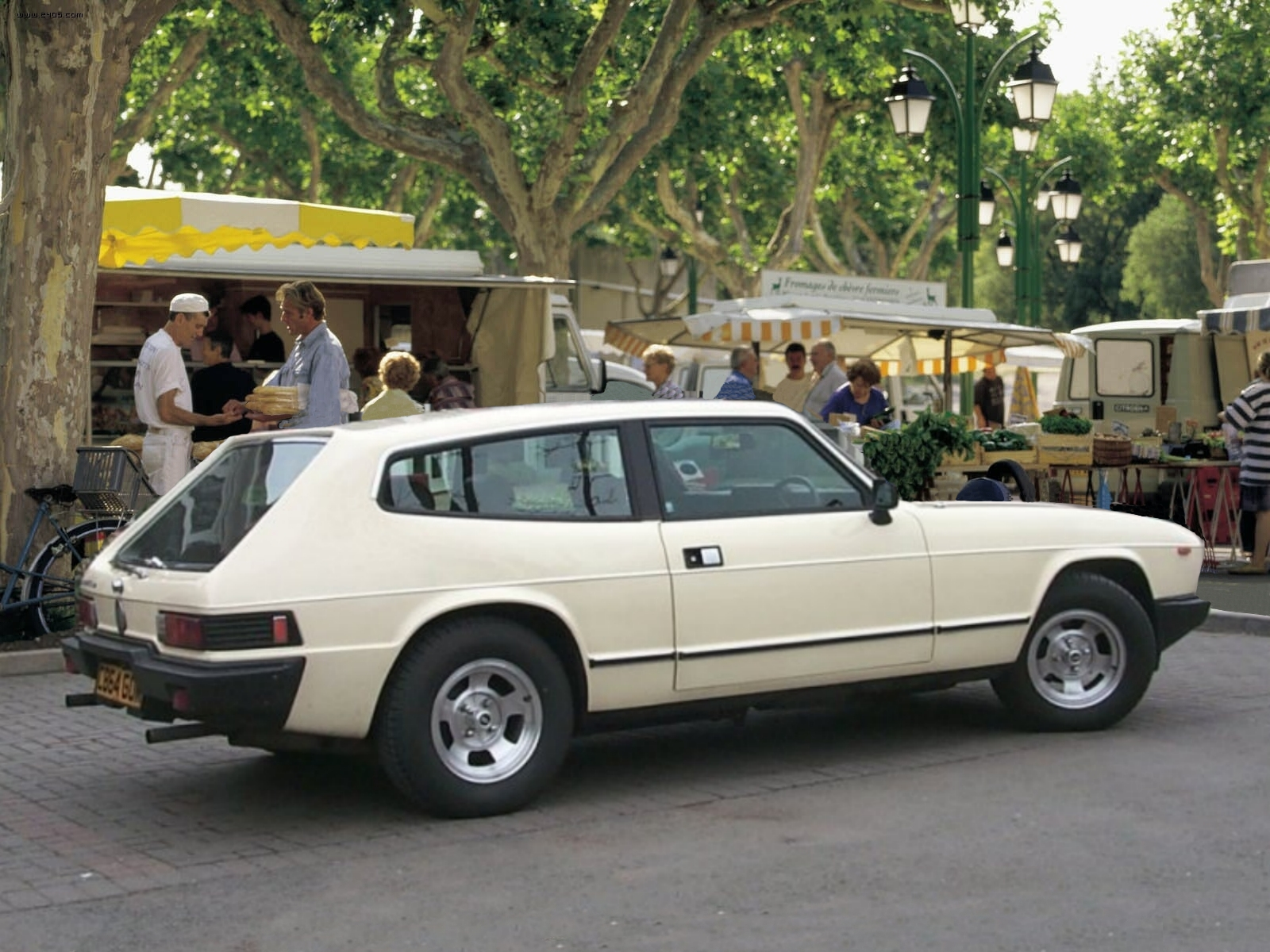
Reliant Scimitar GTE SE6
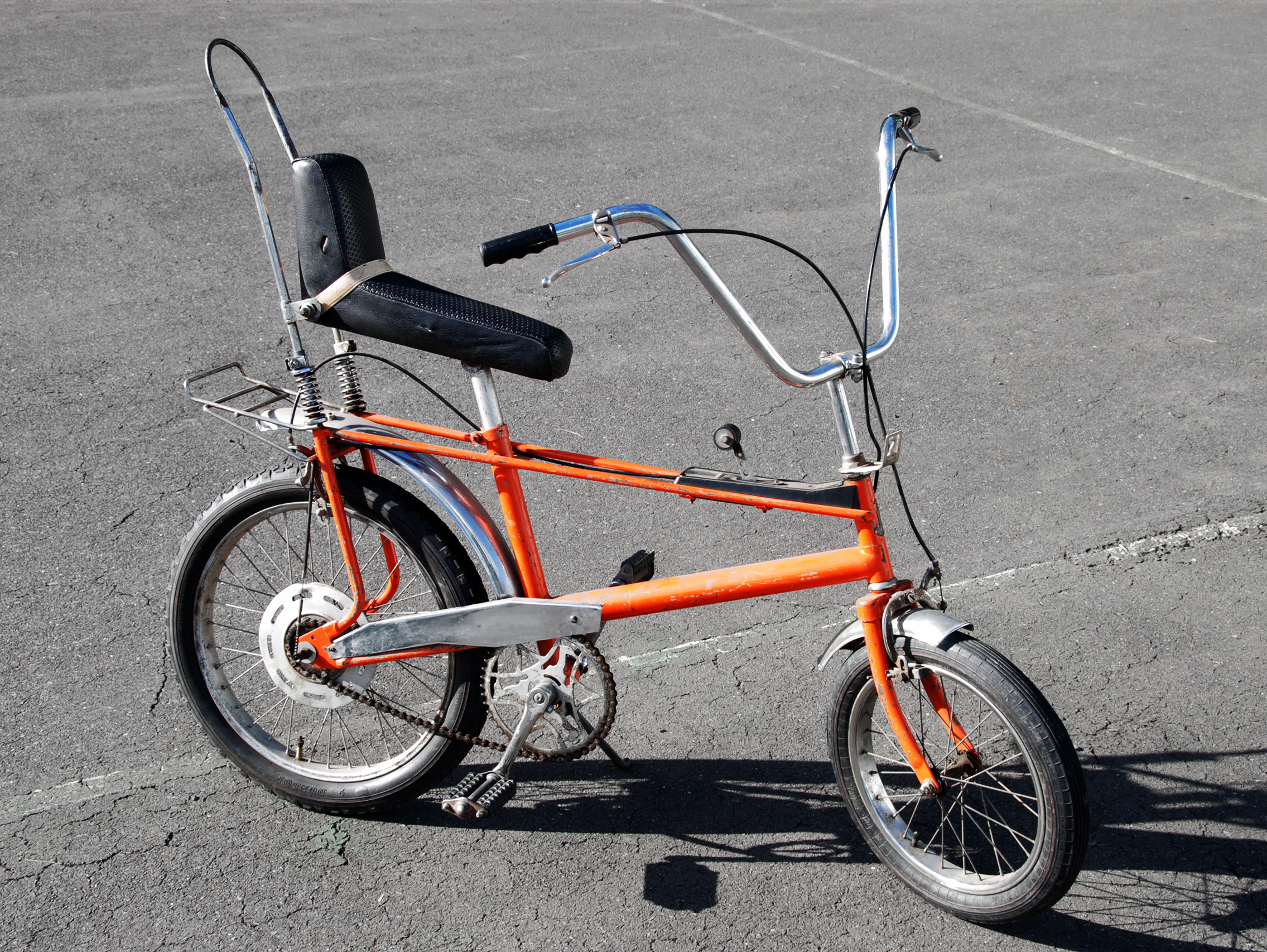
Raleigh Chopper